# Cagney et Lacey
Pour les articles homonymes, voir Cagney et Lacey.
Cagney et Lacey (Cagney & Lacey) est une série télévisée américaine créée par Barbara Avedon et Barbara Corday composée d'un pilote de 90 minutes diffusé le 8 octobre 1981, et 125 épisodes de 52 minutes diffusés entre le 25 mars 1982 et le 16 mai 1988 sur le réseau CBS.
En France, la série a été diffusée dans les années 1980 sur RTL Télévision, puis à partir du 1er mars 1987 sur M6, et au Québec à partir du 19 septembre 1984 sur le réseau TVA.

## Synopsis
Cette série met en scène les vies professionnelles et personnelles agitées de deux femmes détectives du NYPD, affectées dans les quartiers difficiles de New York. Deux femmes, amies, collègues, dont l'une est mariée et mère de famille (Lacey), et l’autre, une célibataire affirmée, sans enfant (Cagney).
Christine Cagney est interprétée dans la première saison par Meg Foster, puis par Sharon Gless. Elle est indépendante, ambitieuse, et souhaite devenir la première femme commissaire. Elle est réticente à l'idée de s’engager sentimentalement. C'est un personnage impulsif, à l’aise dans toutes les situations, excepté lorsqu'il s’agit de montrer une quelconque vulnérabilité ou  émotion. Elle peut être dure, et préfère travailler avec des hommes.
Mary Beth Lacey est interprétée par Tyne Daly. Elle est l’opposée de Christine, c'est-à-dire mariée et mère de famille. Elle est plus réfléchie et est particulièrement appréciée grâce à son empathie pour autrui et son intuition.

## Distribution
- Tyne Daly (VF : Marion Game ; VQ : Madeleine Arsenault) : Mary Beth Lacey
- Sharon Gless (VF : Michèle Bardollet ; VQ : Louise Rémy) : Christine Cagney
- Al Waxman (VF : Jacques Marin) : le lieutenant Bert Samuels
- Carl Lumbly : Mark Petrie
- Martin Kove (VF : Daniel Russo) : Victor Isbecki
- Sidney Clute : Paul La Guardia
- Jason Bernard : l'inspecteur-adjoint Marquette (1982-1983)
- Harvey Atkin : le sergent Ronald Coleman
- John Karlen (VF : Benoît Allemane ; VQ : Guy Nadon) : Harvey Lacey
- Tony La Torre : Harvey Lacey Junior
- Troy Slaten : Michael Lacey

 Source et légende : version québécoise (VQ) sur Doublage.qc.ca et DSD Doublage

## Épisodes

### Première saison (1981)
1. You Call This Plain Clothes?
2. Pop Used to Work Chinatown
3. Beyond the Golden Door
4. Street Scene
5. Suffer the Children
6. Better Than Equal

### Deuxième saison (1982-1983)
1. Témoin d'un accident
2. L'un de nous
3. Cambrioleurs de salon de beauté
4. La Tour d'acier
5. Le Téléphone rose
6. Affaires internes
7. Monsieur solitaire
8. Une conduite peu convenable
9. Je serai a la maison pour noël
10. Cocaïne
11. Rêves et Espoirs
12. Le Voleur de bijoux
13. Jalousie
14. Une affaire complexe
15. Jane Doe
16. Viol sur rendez-vous
17. Dare-dare
18. Totalement épuisé
19. Qu'ils mangent des bretzels
20. Toute la bande est là
21. Appel à l'aide
22. L'Informateur

### Troisième saison (1984)
1. Matinée
2. Meurtres à la douzaine
3. Crime sans victime
4. Le Chasseur de primes
5. Trafiquant d'enfants
6. Partenaires
7. Le Choix

### Quatrième saison (1984-1985)
1. Enfant témoin (Child Witness)
2. Haute température (Heat)
3. Insubordination
4. Old Debts
5. Fathers & Daughters
6. Taxicab Murders
7. Unusual Occurrence
8. Thank God It's Monday
9. Hooked
10. Lady Luck
11. Out of Control
12. American Dream
13. Happily Ever After
14. Rules of the Game
15. Stress
16. Who Says It's Fair: Part 1
17. Who Says It's Fair: Part 2
18. Lost and Found
19. Two Grand
20. Con Games
21. Violation
22. Organized Crime

### Cinquième saison (1985-1986)
1. On the Street
2. Ordinary Hero
3. The Psychic
4. Lottery
5. Entrapment
6. La clinique (The Clinic)
7. Mothers & Sons
8. Filial Duty
9. Old Ghosts
10. Power
11. Play It Again, Santa
12. The Rapist
13. Act of Conscience
14. DWI
15. The Gimp
16. Family Connections
17. Post Partum
18. The Man Who Shot Trotsky
19. Exit Stage Center
20. Capitalism
21. Extradition
22. A Safe Place
23. Model Citizens
24. Parting Shots

### Sixième saison (1986-1987)
1. Schedule One
2. Culture Clash
3. Sorry, Right Number
4. Disenfranchised
5. Role Call
6. The Zealot
7. The Marathon
8. Rites of Passage
9. Revenge
10. The Rapist: Part 2
11. Cost of Living
12. Waste Deep
13. Favors
14. Ahead of the Game
15. Easy Does It
16. To Sir, with Love
17. Divine Couriers
18. Right to Remain Silent
19. Special Treatment
20. Happiness Is a Warm Gun
21. Turn, Turn, Turn: Part 1
22. Turn, Turn, Turn: Part 2

### Septième saison (1987-1988)
1. No Vacancy
2. The City Is Burning
3. Loves Me Not
4. Different Drummer
5. You've Come a Long Way, Baby
6. Video Vérité
7. Greed
8. Secrets
9. Don't I Know You?
10. Old Flames
11. Trading Places
12. Shadow of a Doubt
13. Hello Goodbye
14. School Daze
15. Land of the Free
16. A Class Act
17. Button, Button
18. Amends
19. Friendly Fire
20. Yup
21. A Fair Shake: Part 1
22. A Fair Shake: Part 2

## Téléfilms
Les téléfilms ont été diffusés en France en 1998 : 
- 1994 : Cagney et Lacey : Les Retrouvailles (Cagney & Lacey : The Return)
- 1995 : Cagney et Lacey : Meurtre en copropriété (Cagney & Lacey : Together Again)
- 1995 : Cagney et Lacey : Dangereuse ambition (Cagney & Lacey : The View Through the Glass Ceiling
- 1996 : Cagney et Lacey : Convictions (Cagney & Lacey : True Convictions)

## Commentaires
Cagney et Lacey est la première série télévisée à mettre en scène un duo de femmes policières à l’écran. Le producteur de Cagney & Lacey, Barney Rosenzweig a été influencé par le mouvement féministe et le livre From Reverence to Rape de Molly Haskell. De plus, cette série a été créée et écrite par deux femmes : Barbara Corday et Barbara Avedon, toutes deux féministes engagées.
La série a été annulée deux fois. La première, quelque temps après la première saison, faute de mauvaise audience et d'une décision de CBS qui perçoivent Cagney et Lacey comme deux figures trop dures et masculines. Barney Rosenzweig va alors faire pression pour relancer la série et obtient gain de cause. Cependant, Meg Foster, qui incarne Cagney, n'est pas assez féminine aux yeux de la chaîne et est accusée de donner une image trop homosexuelle au duo. Elle va alors être remplacée par l'actrice Sharon Gless. La seconde annulation a lieu en 1984, une nouvelle fois pour faute d’audience. Cette fois-ci, ce sont les fans de la série qui vont alors réclamer le retour de la série, une demande qui sera relayée dans les journaux, comme le TV Guide, qui célèbrera le retour de la série avec, en couverture, le slogan « Bon retour Cagney & Lacey – Vous les voulez ! Vous les avez ! ».  
La série a connu donc de nombreuses difficultés au lancement de sa diffusion (notamment dans les saisons 1 et 2) : c’est à partir de la saison 3 qu'elle va atteindre un succès fulgurant et monter à la dixième position du top trente des séries américaines de l’époque.
À l'époque, la représentation masculine de la féminité a beaucoup déplu et a été à l’origine de nombreuses critiques. En effet, les dirigeants de  CBS n’appréciaient pas le côté « too tough, too hard and not feminine » (TV Guide) des personnages. C’est ainsi que la féminité des personnages a été remise en question par bon nombre de critiques qui voyaient en ces personnages deux femmes jouant aux policiers, enfilant un costume d’homme.
La série est toutefois devenue populaire et appréciée au sein des « media fandoms » (fandoms relatifs aux séries TV naissant à partir des années 1960), jusqu'à développer son propre fandom. Ce succès fait écho à celui d'autres séries construites autour d'une dynamique de deux comparses « aventuriers résolvant des enquêtes » (Francesca Coppa (en)), dotés d'importants fandoms : en effet, cette tendance, mise en évidence par Jacqueline Lichtenberg dans Star Trek Lives! (en), se retrouve à la même époque dans Starsky et Hutch, Les Professionnels et, bien sûr, Star Trek. C'est grâce à la mobilisation de ce fandom que la série continuera pour une troisième saison, malgré sa seconde annulation. Il s'agit aussi du premier fandom centré autour du femslash (en), à savoir des fanfictions mettant en scène des relations lesbiennes.
Récompensée par six Emmy Awards en 1985, la série connut un succès considérable aussi bien aux États-Unis qu'au Royaume-Uni.
Dans l'épisode pilote, le personnage de Christine Cagney est interprété par l'actrice Loretta Swit, connue pour son rôle de « Lèvres en feu » dans la série M*A*S*H. Elle est remplacée par la suite par Sharon Gless, qui connaîtra à nouveau le succès vingt plus tard dans le rôle de Debbie Novotny de Queer as Folk.
Dans Brooklyn Nine-Nine, le sergent Terry Jeffords (interprété par Terry Crews) nomme ses jumelles « Cagney » et « Lacey ».
Judith Barsi joue le rôle de Shauna Bard dans l'épisode Disenfranchised.

## Récompenses
- Emmy de la meilleure actrice dans une série dramatique 1983 pour Tyne Daly
- Emmy de la meilleure actrice dans une série dramatique 1984 pour Tyne Daly
- Emmy de la meilleure série dramatique 1985
- Emmy de la meilleure actrice dans une série dramatique 1985 pour Tyne Daly
- Emmy du meilleur réalisateur 1985 : Karen Arthur pour l'épisode Heat
- Emmy du meilleur son 1985 pour l'épisode Heat
- Emmy du meilleur montage 1985 pour l'épisode Who Said It's Fair? - Part 2
- Emmy du meilleur scénario 1985 : Patricia Green pour l'épisode Who Said It's Fair? - Part 2
- Emmy de la meilleure série dramatique 1986
- Emmy de la meilleure actrice dans une série dramatique 1986 pour Sharon Gless
- Emmy du meilleur acteur dans un second rôle 1986 pour John Karlen
- Emmy du meilleur réalisateur 1986 : Georg Stanford Brown pour l'épisode Parting Shots
- Golden Globes 1986 : Meilleure actrice dans une série dramatique pour Sharon Gless
- Emmy de la meilleure actrice dans une série dramatique 1987 pour Sharon Gless
- Emmy de la meilleure actrice dans une série dramatique 1988 pour Tyne Daly